# Ryszard Legutko
Ryszard Antoni Legutko (Cracovia, 24 dicembre 1949) è un filosofo e politico polacco, membro di Diritto e Giustizia (PiS). È professore di discipline umanistiche. Dal 2005 al 2007 è stato membro del Senato, per breve tempo è diventato Ministro della Pubblica Istruzione nel 2007 e poi Segretario di Stato nell'ufficio del Presidente. È membro del Parlamento europeo dal 2009.

## Carriera accademica
Legutko ha studiato filologia inglese all'Università Jagellonica di Cracovia dal 1968 al 1973, si è laureato con un master in inglese e ha studiato filosofia fino al 1976. Dal 1975 ha anche lavorato come docente universitario.
Nel 1981 ha conseguito il dottorato in filosofia. Negli anni '80 è stato uno degli editori del trimestrale samizdat "Arka".
È autore di numerosi libri: La critica alla democrazia di Platone (1990), Tolleranza (1997), Un trattato sulla libertà (2007) e Un saggio sull'anima polacca (2008), Socrate (2013). Dal 1992 al 1998 ha insegnato come professore di lettere.
Nel 1992 ha co-fondato il think tank conservatore Osrodek Mysli Politycznej (Centro per il pensiero politico), che ha presieduto dall'inizio fino al 2005.
Ha pubblicato numerosi articoli e libri, molti dei quali trattano della filosofia di Platone.

## Carriera politica
Legutko è stato eletto al Senato polacco per il partito Diritto e Giustizia nel 2005 a Cracovia. Lì ha ricoperto l'incarico di vicepresidente fino al 4 novembre 2007. Nominato ministro dell'Istruzione nel gabinetto di Jarosław Kaczyński il 13 agosto 2007, ha dovuto dimettersi dal suo incarico il 16 novembre dello stesso anno a causa delle elezioni anticipate (21 ottobre).
Legutko, dopo aver perso il seggio al Sejm in queste elezioni, è stato nominato Segretario di Stato nella Cancelleria del Presidente della Repubblica di Polonia il 4 dicembre. Ha ricoperto questa carica fino al 16 aprile 2009.
Ha poi corso con successo alle elezioni europee del 2009. Nel 2011 si è candidato come presidente dei Conservatori e Riformisti Europei, attirandosi delle critiche per le sue posizioni nei confronti degli omosessuali; ha poi ritirato la propria candidatura. Nel 2014 è riuscito a entrare nuovamente nel Parlamento europeo. È attualmente vicepresidente della commissione per gli affari esteri (AFET). È anche co-presidente del Gruppo dei Conservatori e dei Riformisti Europei ed è membro delle delegazioni per le relazioni con i paesi del Mercosur e per l'assemblea parlamentare euro-latinoamericana.

## Posizioni
Legutko definì nel 2014 il matrimonio tra persone dello stesso sesso "un esperimento gratuito e distruttivo". Ha descritto l'omofobia come "un bastone usato per punire chi osa avanzare qualsiasi obiezione" e "un problema del tutto fittizio", sostenendo che "sono i Cristiani il gruppo a essere maggiormente discriminato". Ha descritto i travestimenti da preti e suore in occasione dei gay pride come azioni "aggressive, anti-cristiane e scioccanti".
L'Alexander Hamilton Forum presso il Middlebury College nel Vermont invitò Legutko a tenere una conferenza sul suo libro The Demon in Democracy il 17 aprile 2019. Una lettera di protesta online firmata da studenti e docenti del Middlebury College portò alla cancellazione dell'invito; furono criticare le posizioni di Legutko sull'omosessualità, le razze e la religione. Keegan Callanan, direttore dell'Alexander Hamilton Forum, invitò i contrari ad assistere alla conferenza di Legutko per partecipare alla discussione. Degli studenti attivisti si mobilitarono per organizzare "una celebrazione dell'identità queer" fuori dal luogo della conferenza, con striscioni, volantini e musica. Un organizzatore della protesta dichiarò che non desideravano assolutamente impedire a Legutko di prendere la parola. La conferenza fu annullata a poche ore dal suo inizio con la motivazione che l'istituto non sarebbe stato in grado di garantire le adeguate misure di sicurezza sia per l'evento che per la manifestazione di protesta. L'Alexander Hamilton Forum dichiarò che avrebbe invitato Legutko in futuro, e lo stesso tenne una lezione a una classe di scienze politiche.